# Afirmație goală
Afirmația goală este o eroare logică formală în care premisa unui argument este asumată ca fiind adevărată doar pentru simplul fapt că ea afirmă ca fiind adevărată.

## Structura
X afirmă propoziția A.
X afirmă că X nu minte.
În concluzie: A este adevărat.

## Explicație
În această eroare logică, afirmația din premisă nu este susținută de nici un fel de evidențe care să-i ateste valoarea de adevăr, adevărul ei fiind susținut doar printr-o simplă declarație.

## Exemple
Această carte spune că porcii zboară.
Aceeași carte spune că este adevărat.
Prin urmare, este adevărat că porcii pot să zboare.